# Liste der Baudenkmäler in Zeilarn
Auf dieser Seite sind die Baudenkmäler in der niederbayerischen Gemeinde Zeilarn zusammengestellt. Diese Tabelle ist eine Teilliste der Liste der Baudenkmäler in Bayern. Grundlage ist die Bayerische Denkmalliste, die auf Basis des Bayerischen Denkmalschutzgesetzes vom 1. Oktober 1973 erstmals erstellt wurde und seither durch das Bayerische Landesamt für Denkmalpflege geführt wird. Die folgenden Angaben ersetzen nicht die rechtsverbindliche Auskunft der Denkmalschutzbehörde.

## Baudenkmäler nach Ortsteilen

### Zeilarn
| Lage                          | Objekt                             | Beschreibung | Akten-Nr.    | Bild                               |
| ----------------------------- | ---------------------------------- | --- | ------------ | ---------------------------------- |
| Bildsberger Straße (Standort) | Wegkapelle                         | kleiner Putzbau mit Satteldach und halbrundem Schluss, Mitte 19. Jahrhundert | D-2-77-154-3 | BW                                 |
| Hauptstraße 14 (Standort)     | Pfarrhof                           | Baukomplex bestehend aus dreigeschossigem Haupttrakt mit Walmdach, zweigeschossigem nördlichem Anbau mit Walmdach, zweigeschossigen Westtrakt mit Durchfahrt und Satteldach und Einfriedungsmauer um kleinen Hof, erbaut 1668 | D-2-77-154-2 | BW                                 |
| Hauptstraße 18 (Standort)     | Katholische Pfarrkirche St. Martin | einschiffiger spätgotischer Bau mit eingezogenem Chor und nordseitigem Turm, Ende 15. Jahrhundert, Langhaus und Turm im Kern 13./14. Jahrhundert, Langhaus 1888 nach Westen verlängert, Turm 1891 erhöht; mit Ausstattung     | D-2-77-154-1 | Katholische Pfarrkirche St. Martin |

### Babing
| Lage                       | Objekt      | Beschreibung                                                                                              | Akten-Nr.    | Bild |
| -------------------------- | ----------- | --- | ------------ | ---- |
| Tanner Straße 3 (Standort) | Wegkapelle  | unverputzter Backsteinbau, bezeichnet 1850                                                                | D-2-77-154-6 | BW   |
| Tanner Straße 5 (Standort) | Einfirsthof | Mitterstallhaus, mit Blockbau-Obergeschoss und flach geneigtem Satteldach, erstes Drittel 19. Jahrhundert | D-2-77-154-5 | BW   |

### Bildsberg
| Lage                    | Objekt                            | Beschreibung                                                                             | Akten-Nr.    | Bild |
| ----------------------- | --------------------------------- | ---------------------------------------------------------------------------------------- | ------------ | ---- |
| Bildsberg 4 (Standort)  | Einfirsthof                       | mit Blockbau-Obergeschoss, zum Teil verschalt, erste Hälfte 19. Jahrhundert, Dach später | D-2-77-154-8 | BW   |
| Bildsberg 16 (Standort) | Wohnstallhaus eines Dreiseithofes | mit Blockbau-Obergeschoss, erstes Viertel 19. Jahrhundert, Dach später                   | D-2-77-154-7 | BW   |

### Gasteig
| Lage                 | Objekt           | Beschreibung | Akten-Nr.     | Bild |
| -------------------- | ---------------- | --- | ------------- | ---- |
| Gasteig 1 (Standort) | Zugehörig Stadel | zweitennig mit Ständerbohlen-Bundwerk, erstes Drittel 19. Jahrhundert; Remise, mit Ständerkonstruktion und Traidkasten im Obergeschoss, gleichzeitig; Stallstadel, geziegeltes Erdgeschoss mit Ständerbohlen-Obergeschoss, Mitte 19. Jahrhundert | D-2-77-154-10 | BW   |

### Gehersdorf
| Lage                    | Objekt                                      | Beschreibung | Akten-Nr.     | Bild |
| ----------------------- | ------------------------------------------- | --- | ------------- | --- |
| Gehersdorf 8 (Standort) | Zugehörig Remise mit Traidkasten            | Bundwerk und flach geneigtem Satteldach, bezeichnet 1824 | D-2-77-154-12 | BW |
| Gehersdorf 9 (Standort) | Katholische Filialkirche St. Johannes d. T. | einschiffiger spätgotischer Backsteinbau mit kaum eingezogenem Chor und nordseitigem Turm, zweite. Hälfte 15. Jahrhundert; mit Ausstattung.; Friedhofsummauerung, Ziegelmauerwerk, wohl 16./17. Jahrhundert | D-2-77-154-11 | [[Vorlage:Bilderwunsch/code!/O:St. Johannes der Täufer (Gehersdorf)!/C:48.3135993,12.8317884!/D:Gehersdorf 9 , Katholische Filialkirche St. Johannes d. T.!/\|BW]] |

### Gumpersdorf
| Lage                        | Objekt                              | Beschreibung | Akten-Nr.     | Bild           |
| --------------------------- | ----------------------------------- | --- | ------------- | -------------- |
| Rupertistraße 23 (Standort) | Katholische Filialkirche St. Rupert | einschiffiger spätgotischer Backsteinbau mit kaum eingezogenem Chor und nordseitigem Turm, Westwand aus Tuffstein, um 1480; mit Ausstattung | D-2-77-154-14 | weitere Bilder |
| Rupertistraße 31 (Standort) | Einfirsthaus                        | Mitterstallbau mit Blockbau-Obergeschoss und flach geneigtem Satteldach, Anfang 19. Jahrhundert                                             | D-2-77-154-15 | BW             |

### Hempelsberg
| Lage                      | Objekt                              | Beschreibung                                                 | Akten-Nr.     | Bild |
| ------------------------- | ----------------------------------- | ------------------------------------------------------------ | ------------- | ---- |
| Hempelsberg 63 (Standort) | Zugehörig Stadel mit Getreidekasten | und Ständerbohlenwand an der Hofseite, Mitte 19. Jahrhundert | D-2-77-154-16 | BW   |

### Hinterau
| Lage                   | Objekt                           | Beschreibung                                            | Akten-Nr.     | Bild |
| ---------------------- | -------------------------------- | ------------------------------------------------------- | ------------- | ---- |
| Hinterau 56 (Standort) | Wohnstallhaus eines Vierseithofs | mit Blockbau-Obergeschoss, im Kern um 1800, Dach später | D-2-77-154-18 | BW   |

### Holzleithen
| Lage                      | Objekt                           | Beschreibung                                                                 | Akten-Nr.     | Bild |
| ------------------------- | -------------------------------- | ---------------------------------------------------------------------------- | ------------- | ---- |
| Holzleithen 21 (Standort) | Wohnstallhaus eines Vierseithofs | mit Blockbau-Obergeschoss, im Kern erste Hälfte 19. Jahrhundert, Dach später | D-2-77-154-21 | BW   |

### Königsöd
| Lage                   | Objekt      | Beschreibung                                                              | Akten-Nr.     | Bild |
| ---------------------- | ----------- | ------------------------------------------------------------------------- | ------------- | ---- |
| Königsöd 21 (Standort) | Stallstadel | Obergeschoss mit Ständerbohlenwand und Traufschrot, Mitte 19. Jahrhundert | D-2-77-154-23 | BW   |

### Lanhofen
| Lage                   | Objekt                                     | Beschreibung | Akten-Nr.     | Bild |
| ---------------------- | ------------------------------------------ | --- | ------------- | ---- |
| Lanhofen 14 (Standort) | Katholische Filialkirche Mariä Himmelfahrt | einschiffiger, spätgotischer, unverputzter Tuffstein-Quaderbau mit kaum eingezogenem Chor und südseitigem Turm, zweite Hälfte 15. Jahrhundert; mit Ausstattung | D-2-77-154-24 | BW   |

### Lederschmid
| Lage                      | Objekt | Beschreibung | Akten-Nr.     | Bild |
| ------------------------- | ------ | --- | ------------- | ---- |
| Lederschmid 63 (Standort) | Stadel | eintennig, mit Traidkasten, Gitterbundwerkstreifen und flach geneigtem Satteldach, erste. Hälfte 19. Jahrhundert | D-2-77-154-25 | BW   |

### Lehen
| Lage             | Objekt    | Beschreibung                                                 | Akten-Nr.     | Bild |
| ---------------- | --------- | ------------------------------------------------------------ | ------------- | ---- |
| Lehen (Standort) | Bildstock | aus Backstein mit vergitterter Nische, Mitte 19. Jahrhundert | D-2-77-154-26 | BW   |

### Oberndorf
| Lage                    | Objekt      | Beschreibung                                                                      | Akten-Nr.     | Bild |
| ----------------------- | ----------- | --------------------------------------------------------------------------------- | ------------- | ---- |
| Oberndorf 18 (Standort) | Ortskapelle | Massivbau mit Satteldach und Giebelreiter, Mitte 19. Jahrhundert; mit Ausstattung | D-2-77-154-29 | BW   |

### Obertürken
| Lage                     | Objekt                | Beschreibung                                                                                             | Akten-Nr.     | Bild |
| ------------------------ | --------------------- | --- | ------------- | ---- |
| Obertürken 21 (Standort) | Zugehörig Stallstadel | mit Bundwerk-Obergeschoss, zweites Viertel 19. Jahrhundert                                               | D-2-77-154-32 | BW   |
| Obertürken 33 (Standort) | Kilometerstein        | Steinsäule mit Kilometerangaben Richtung Eggenfelden und Marktl, wohl zweite Hälfte 19. Jahrhundert      | D-2-77-154-52 | BW   |
| Obertürken 33 (Standort) | Gasthof               | zweigeschossiger Sattelbau mit Putzgliederung und flachem Schweifgiebel, zweites Viertel 19. Jahrhundert | D-2-77-154-34 | BW   |

### Passelsberg
| Lage                     | Objekt                        | Beschreibung                                                                         | Akten-Nr.     | Bild |
| ------------------------ | ----------------------------- | ------------------------------------------------------------------------------------ | ------------- | ---- |
| Passelsberg 1 (Standort) | Bauernhaus eines Vierseithofs | mit Blockbau-Obergeschoss und flach geneigtem Satteldach, wohl Mitte 18. Jahrhundert | D-2-77-154-35 | BW   |

### Pirach
| Lage                     | Objekt                           | Beschreibung | Akten-Nr.     | Bild |
| ------------------------ | -------------------------------- | --- | ------------- | ---- |
| Pirach 91 (Standort)     | Einfirsthof                      | zweigeschossiger Blockbau mit profilierten Balkenköpfen und flach geneigtem Satteldach, erstes Drittel 19. Jahrhundert | D-2-77-154-37 | BW   |
| Pirach 91 1/4 (Standort) | Bildstock                        | gemauertes Heiligenhäuschen, wohl Mitte 19. Jahrhundert; an der Straße                                                 | D-2-77-154-39 | BW   |
| Pirach 93 (Standort)     | Wohnstallhaus eines Dreiseithofs | mit Blockbau-Obergeschoss, im Kern Anfang 19. Jahrhundert, Dach später                                                 | D-2-77-154-38 | BW   |

### Prehof
| Lage                 | Objekt                                               | Beschreibung           | Akten-Nr.     | Bild |
| -------------------- | ---------------------------------------------------- | ---------------------- | ------------- | ---- |
| Prehof 50 (Standort) | Zugehörig Stallstadel mit Ständerbohlen-Obergeschoss | Anfang 19. Jahrhundert | D-2-77-154-40 | BW   |

### Rupprechtsaign
| Lage                         | Objekt                            | Beschreibung | Akten-Nr.     | Bild |
| ---------------------------- | --------------------------------- | --- | ------------- | ---- |
| Rupprechtsaign 43 (Standort) | Wohnstallhaus eines Vierseithofes | Rottaler Bauernhaus mit teilweise verschaltem Blockbau-Obergeschoss, im Kern erste Hälfte 19. Jahrhundert, Dach nachträglich in Firstrichtung gedreht; Stallstadel, mit Bundwerk-Obergeschoss und flach geneigtem Satteldach, erstes Drittel 19. Jahrhundert | D-2-77-154-41 | BW   |

### Schallhub
| Lage                    | Objekt | Beschreibung                                                | Akten-Nr.     | Bild |
| ----------------------- | ------ | ----------------------------------------------------------- | ------------- | ---- |
| Schallhub 84 (Standort) | Stadel | eintennig, mit Gitterbundwerk-Obergeschoss, bezeichnet 1833 | D-2-77-154-42 | BW   |

### Schildthurn
| Lage                                     | Objekt                               | Beschreibung | Akten-Nr.     | Bild           |
| ---------------------------------------- | ------------------------------------ | --- | ------------- | -------------- |
| Schildthurn 1; In Schildthurn (Standort) | Katholische Filialkirche St. Ägidius | ehemalige Wallfahrtskirche, im Kern einschiffiger spätgotischer Bau mit kaum eingezogenem Chor, erbaut um 1475, Barockisierung um 1730, 78 m hoher Turm aus Tuffquadern, wohl erst 1531 vollendet; mit Ausstattung; katholische Kapelle St. Leonhard, kleiner einschiffiger Bau, um 1490, spätbarock verändert mit zierlichem Westturm; mit Ausstattung; Kirchhofmauer, wohl barock | D-2-77-154-43 | weitere Bilder |
| Schildthurn 3 (Standort)                 | Gasthof                              | zweigeschossiger Massivbau mit Putzgliederung und Halbwalmdach, Mitte 19. Jahrhundert | D-2-77-154-44 | BW             |
| Schildthurn 7 (Standort)                 | Ehemaliges Wohnstallhaus             | zweigeschossiger Satteldachbau mit Blockbau-Obergeschoss, im Kern Anfang 19. Jahrhundert, Dach später | D-2-77-154-46 | BW             |

### Schreding
| Lage                    | Objekt                           | Beschreibung | Akten-Nr.     | Bild |
| ----------------------- | -------------------------------- | --- | ------------- | ---- |
| Schreding 75 (Standort) | Wohnstallhaus eines Vierseithofs | breit gelagertes Rottaler Bauernhaus mit Blockbau-Obergeschoss, Giebelschrot und flach geneigtem Satteldach, zweite Hälfte 18. Jahrhundert; zugehörig lang gestreckter, geständerter Bundwerk-Traidkasten, spätes 18./frühes 19. Jahrhundert | D-2-77-154-47 | BW   |

### Thannenthal
| Lage                      | Objekt                | Beschreibung | Akten-Nr.     | Bild |
| ------------------------- | --------------------- | --- | ------------- | ---- |
| Thannenthal 26 (Standort) | Zugehörig Stallstadel | mit Ziegelmauerwerk und flach geneigtem Satteldach, hofseitig mit Schrot und Ständerbohlenwand, zweites Viertel 19. Jahrhundert | D-2-77-154-49 | BW   |

### Vorderstraß
| Lage                | Objekt         | Beschreibung | Akten-Nr.     | Bild |
| ------------------- | -------------- | --- | ------------- | ---- |
| Straß 36 (Standort) | Bundwerkstadel | zweitennig, mit Tennkasten und Backsteingiebeln, bezeichnet 1846; Pferdestall, Backsteinbau mit Bundwerk-Teil über hofseitigen Arkaden und flach geneigtem Satteldach, zweites Viertel 19. Jahrhundert | D-2-77-154-13 | BW   |

### Walln
| Lage                | Objekt | Beschreibung | Akten-Nr.     | Bild |
| ------------------- | ------ | --- | ------------- | ---- |
| Walln 48 (Standort) | Stadel | zweitennig mit hofseitigem Ständerbohlen-Bundwerk, Außenseiten mit Ziegelmauerwerk, erste Hälfte 19. Jahrhundert; Remise, hofseitig mit Ständerbohlenkonstruktion und Heuboden im Obergeschoss, Außenseite mit Ziegelmauerwerk, gleichzeitig | D-2-77-154-50 | BW   |

### Wetzl
| Lage                | Objekt                            | Beschreibung | Akten-Nr.     | Bild |
| ------------------- | --------------------------------- | --- | ------------- | ---- |
| Wetzl 52 (Standort) | Wohnstallhaus eines Vierseithofes | Rottaler Bauernhaus, mit Blockbau-Obergeschoss, Giebelschroten und flach geneigtem Satteldach, zweite Hälfte 18. Jahrhundert; Stallstadel, Ziegelmauerwerk mit Ständerbohlen-Obergeschoss, erste Hälfte 19. Jahrhundert; Stadel mit Remise und Stall, Ziegelmauerwerk mit Ständerbohlen-Obergeschoss, erste Hälfte 19. Jahrhundert | D-2-77-154-51 | BW   |